# Phaonia recta
Phaonia recta är en tvåvingeart som beskrevs av Hsue 1984. Phaonia recta ingår i släktet Phaonia och familjen husflugor. Inga underarter finns listade i Catalogue of Life.